# Némésios
Némésios ou  Némésius, évêque d'Émèse en Syrie, est un théologien et philosophe chrétien. 

## Biographie
Il naquit vers 350, il vivait vers 400. Il fit des études médicales ou bien des études d'avocat (selon qu'il soit identifié avec le correspondant de Grégoire de Nazianze). Probablement converti au christianisme, il fut élu évêque d'Émèse (aujourd'hui Homs, en Syrie), vers 400. Il est mort vers 420.

## Philosophie
Némésius a laissé un traité sur La Nature de l'homme, en grec, tentative pour fusionner le savoir gréco-romain avec la Révélation chrétienne. Ce livre, écrit en grec, traduit en latin vers 1070 (De natura hominis), eut un grand succès au Moyen Âge, mais on l'attribuait alors à Grégoire de Nysse. L'influence de cet ouvrage s'exerça aussi bien en Orient qu'en Occident. Il fut « utilisé, parfois littéralement, par Maxime le Confesseur et Jean Damascène ». 
On peut y voir « la naissance de l'anthropologie chrétienne ». Némésius se base essentiellement sur Galien (auquel il emprunte notamment son explication de la circulation du sang), mais en rejetant l'idée galénique de l'âme comme tempérament du corps, et celle, hippocratique, de l'âme comme fonction du cerveau.
Némésius se pose la question suivante : comment l'âme peut-elle être immortelle, puisque créée, et puisque tout ce qui est créé est périssable ? Il rejette la théorie de la préexistence, la théorie panthéiste, la doctrine matérialiste. Il conclut que l'homme est composé d'une âme et d'un corps, principes séparés mais sympathiques ; l'homme est immortel à l'origine, mortel après le péché. Il combine donc Galien, Platon, Aristote, Porphyre, et surtout Posidonios d'Apamée, stoïcien qui intègre de nombreuses idées platoniciennes.
Il insiste sur l'unité de la création, l'homme étant le signe de cette unité dans la mesure où il participe de tous les éléments du cosmos.

### Transmission de l'œuvre
De la nature de l'homme est un traité écrit en grec vers 395-400.
Il a été ensuite traduit dans plusieurs langues dès le Moyen Âge (en syriaque, en arménien en 716, en arabe par Hunayn ibn Ishaq au IXe siècle, en géorgien par Ioané Petritsi au XIIe siècle). Il fut traduit en latin au XIe siècle par Alfan de Salerne, au XIIe siècle par Burgundio de Pise. 
À la Renaissance, une traduction latine du dominicain Johannes Cuno de Nuremberg fut imprimée à Strasbourg en 1512, une autre de Giorgio Valla à Lyon, chez Sébastien Gryphe, en 1538. L'édition princeps du texte grec fut réalisée à Anvers, chez Christophe Plantin, en 1565, avec une version latine de Nicaise Ellebaudt, très supérieure aux précédentes.
Cette édition bilingue fut reprise dans la Bibliotheca veterum patrum de Fronton du Duc (Paris, 1624, puis 1644). Une nouvelle édition grec-latin fut réalisée par John Fell  évêque d'Oxford, en 1671 ; c'est cette édition qui est reprise dans la Bibliotheca d'Andrea Gallandi (Venise, 1788). Il a existé dès le XVIe siècle une version italienne de Domenico Pezzimenti, et en 1636 une version anglaise de George Wither (en) (réimprimée en 1657). 
La première édition critique moderne parut à Hall en 1802, avec des notes de Christian Friedrich von Matthäi. Une version française a été publiée par Jean-Baptiste Thibault (Paris, Hachette, 1844).

### Études
- Encyclopédie Philosophique Universelle, vol. III : Les œuvres philosophiques, t. 1 : Philosophie occidentale, PUF, 1992, p. 232.
- G. Verbeke, D'Aristote à Thomas d'Aquin. Antécédents de la pensée moderne, Louvain, University Press, 1990, p. 437-461.